# センクシア
センクシア株式会社(SENQCIA CORPORATION)は東京都港区に本社をおく日本の各種建材機器・チェーン類メーカー、及び関連工事業者。

## 企業概要
本社は東京都港区東新橋二丁目に置き、フリーアクセスフロアやハイベースと呼ばれる設備工法の大手であり、近年は太陽光発電関連の設備工事に注力している。
1972年（昭和47年）4月1日、設立母体である元親会社・日立金属（当時の日立金属工業）によりチェーン類の販売機能を分社化し、子会社として「日立チェン」の商号で設立。
ハイベース工法は同年末の販売開始以降に順次確立してきたが、現在の主力事業にあたる"フリーアクセスフロア"の据付工事は元親会社・日立金属が自社展開してきた事業を1990年（平成2年）に譲り受けたものであり、製造部門はチェーン類と合わせて1994年3月に前者より移管されている。
その後、元親会社だった日立金属による事業再構築の一環として、非主力メインの同社との企業関係に齟齬が生じたことが契機となり、当時の経営陣がアメリカ合衆国の有力投資ファンド・カーライル・グループと組み2015年3月にマネジメント・バイアウト（MBO）を実施、非上場化した。
また、これを機にコーポレートアイデンティティ（CI）を導入し、2015年10月以降、新社名を「センクシア（SENQCIA）」とし、現在に至る。